# Паланська волость
Паланська волость — історична адміністративно-територіальна одиниця Аккерманського повіту Бессарабської губернії.
Станом на 1886 рік — складалася з 6 поселень, 6 сільських громад. Населення — 5861 особа (2957 чоловічої статі та 2904 — жіночої), 1189 дворових господарства.
|                     | Площа, десятин | У тому числі орної, дес. |
| ------------------- | -------------- | ------------------------ |
| Сільських громад    | 18937          | 11206                    |
| Приватної власності | —              | —                        |
| Казенної власності  | 1661           | 67                       |
| Іншої власності     | 1035           | 340                      |
| Загалом             | 21633          | 11613                    |

Поселення волості:
- Паланка — колишнє державне село при річці Дністер за 30 верст[2] від повітового міста, 656 осіб, 152 двори, 2 православні церкви, школа та 2 лавки.
- Гура-Роша — колишнє державне село при балці Роша, 929 осіб, 203 дворів, православна церква, школа, етап, 4 гончарних заводи.
- Каркмаз — колишнє державне село при річці Дністер, 908 осіб, 210 дворів, православна церква, школа, 2 лавки.
- Оленешти — колишнє державне село при річці Дністер, 1646 осіб, 314 дворів, православна церква, школа, етап, 5 лавок, базари двічі на місяць.
- Тудорове — колишнє державне село при річці Дністер, 946 осіб, 160 дворів, православна церква, 3 лавки.
- Хан-Кишло — колишнє державне село при балці Валя-Кишло, 764 осіб, 150 дворів, православна церква, школа та гончарний завод.